# 克魯基
50°4′49″N 25°26′16″E / 50.08028°N 25.43778°E
克魯基（烏克蘭語：Круки），是烏克蘭西北部的村莊，隸屬里夫內州的杜布諾區。該村始建於1733年，面積0.49平方公里，海拔高度253米，2001年人口234，人口密度每平方公里480.5人。